# Мнацаканян, Зограб Грачевич
Зогра́б Гра́чевич Мнацаканя́н (арм. Զոհրաբ Մնացականյան; род. 20 марта 1966, Ереван, Армянская ССР, СССР) — армянский дипломат. Министр иностранных дел Республики Армения (12 мая 2018 — 16 ноября 2020). Чрезвычайный и полномочный посол.

## Биография
В 1990 г. окончил факультет международных экономических отношений Московского государственного института международных отношений; в 1989 г. стажировался в посольстве СССР в США. В 1991 г. получил степень магистра в области западноевропейской политики на факультете политологии Манчестерского университета Виктории (Великобритания).

### Карьера
В 1991—1993 гг. — третий, затем второй секретарь департамента Европы в Министерстве иностранных дел Армении. В 1993—1997 гг. — второй, затем первый секретарь посольства Армении в Великобритании; одновременно (1995—1997) — первый секретарь посольства Армении в Ватикане (резиденция в Лондоне).
В 1997 г. — помощник премьер-министра Армении. С 1997 г. — сотрудник Министерства иностранных дел Армении: начальник первого европейского департамента, с 1998 г. — начальник департамента Европы. В 1999—2002 гг. — начальник управления по внешним связям Аппарата Президента Армении.
В 2002—2008 гг. — Постоянный представитель Армении в Женевском офисе ООН и в других международных организациях (Женева, Швейцария).
В 2002—2008 гг. — Чрезвычайный и Полномочный Посол Республики Армения в Швейцарии. В 2008—2011 гг. — Постоянный представитель Республики Армения в Совете Европы (Страсбург, Франция).
С сентября 2011 г. по 2014 г. — заместитель министра иностранных дел Армении.
В 2014—2018 гг. — постоянный представитель Армении в ООН.
С 12 мая 2018 года — Министр иностранных дел Армении.
16 ноября 2020 года, после того как премьер-министр Армении Никол Пашинян заявил о своём решении отправить главу МИД в отставку, Мнацаканян подал заявление об уходе с занимаемой должности.
Владеет русским, английским, французским языками.

## Семья
Женат, имеет двоих сыновей.

## Награды
- Медаль Мхитара Гоша (3 сентября 2011 года) — по случаю 20-летия независимости Республики Армения, за значительные заслуги в области дипломатии[5].